# Posturologie
Posturologie (von engl. posture = Haltung und gr. logos = Lehre) ist ein alternativmedizinisches Konzept zur Behandlung von Schmerzen des Bewegungsapparates, das die Funktionen des tonischen Haltungssystems mit seinen peripheren Rezeptoren und seinem Zentrum im Gehirn in den Vordergrund stellt.
Augen, Füße, Innenohr, Haut-, Gelenk- und Muskelrezeptoren befähigen das Gehirn, die Stellung des Körpers im Raum zu deuten und ein Gleichgewicht herzustellen. Sie informieren und formen das tonische Haltungssystem, das so die aufrechte Haltung einstellt. Nach Ansicht der Posturologen verursachen gestörte Rezeptoren eine falsche Körperhaltung. Bei Körperhaltungsstörungen liege eine falsche Wahrnehmung unserer Position im Raum vor.
Nach Angaben der Vertreter sollen erste posturologische Studien von dem Tübinger Arzt Karl Vierordt (Sohn des Physiologen Karl von Vierordt) stammen, der später in Berlin an der Charité gelehrt und dort 1890 eine posturologische Schule gegründet habe. Der heutige Hauptvertreter dieser Methode ist der französische Orthopäde Bernard Bricot (geb. 1948). Seine Behandlung nennt Bricot „globale Haltungsreprogrammierung“. Er glaubt, das tonische System neu programmieren, ihm quasi ein neues Update aufspielen zu können. Schmerzen und Bewegungseinschränkungen entstünden, weil auf Grund von Fehlstellungen, Verkrümmungen und/oder Schonhaltungen die Statik ihres Körpers gestört sei.
Die Therapie versucht, die Augenkonvergenz zu verbessern. Hinzu kommen „Spezialeinlegsohlen nach Bricot“. Narben sollen „entstört“ werden; ggf. wird eine zahnärztliche Behandlung des Kauapparates empfohlen.
Wissenschaftliche Belege für die Annahme, dass geringe Haltungsverbesserungen auf Basis der posturologischen Tests Rücken- oder Muskelschmerzen beheben können, liegen nicht vor.